# موهامو رنگ می‌کنم
«موهامو رنگ می‌کنم» (به انگلیسی: Dye My Hair) نخستین آلبوم چندآهنگه و تک‌آهنگی از خواننده-ترانه‌پرداز فنلاندی آلما می‌باشد. ترانه در ۲۸ اکتبر سال ۲۰۱۶ در فنلاند به‌همراهٔ یک ئی‌پی چهارقطعه‌ای منتشر گردید. «موهامو رنگ می‌کنم» در جدول‌های رسمی فنلاند به‌رتبهٔ ۸ رسید.